# FOSL2
FOSL2‏ (FOS like 2, AP-1 transcription factor subunit) هوَ بروتين يُشَفر بواسطة جين FOSL2 في الإنسان.